# Johann Koplenig

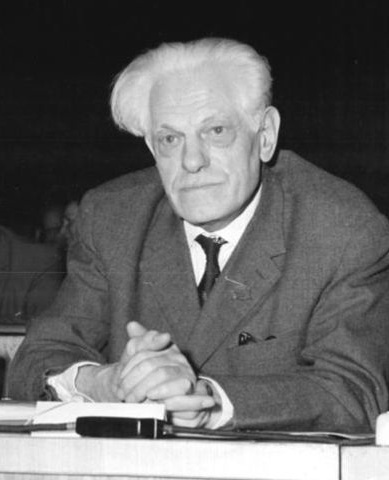
Johann Koplenig (1963)

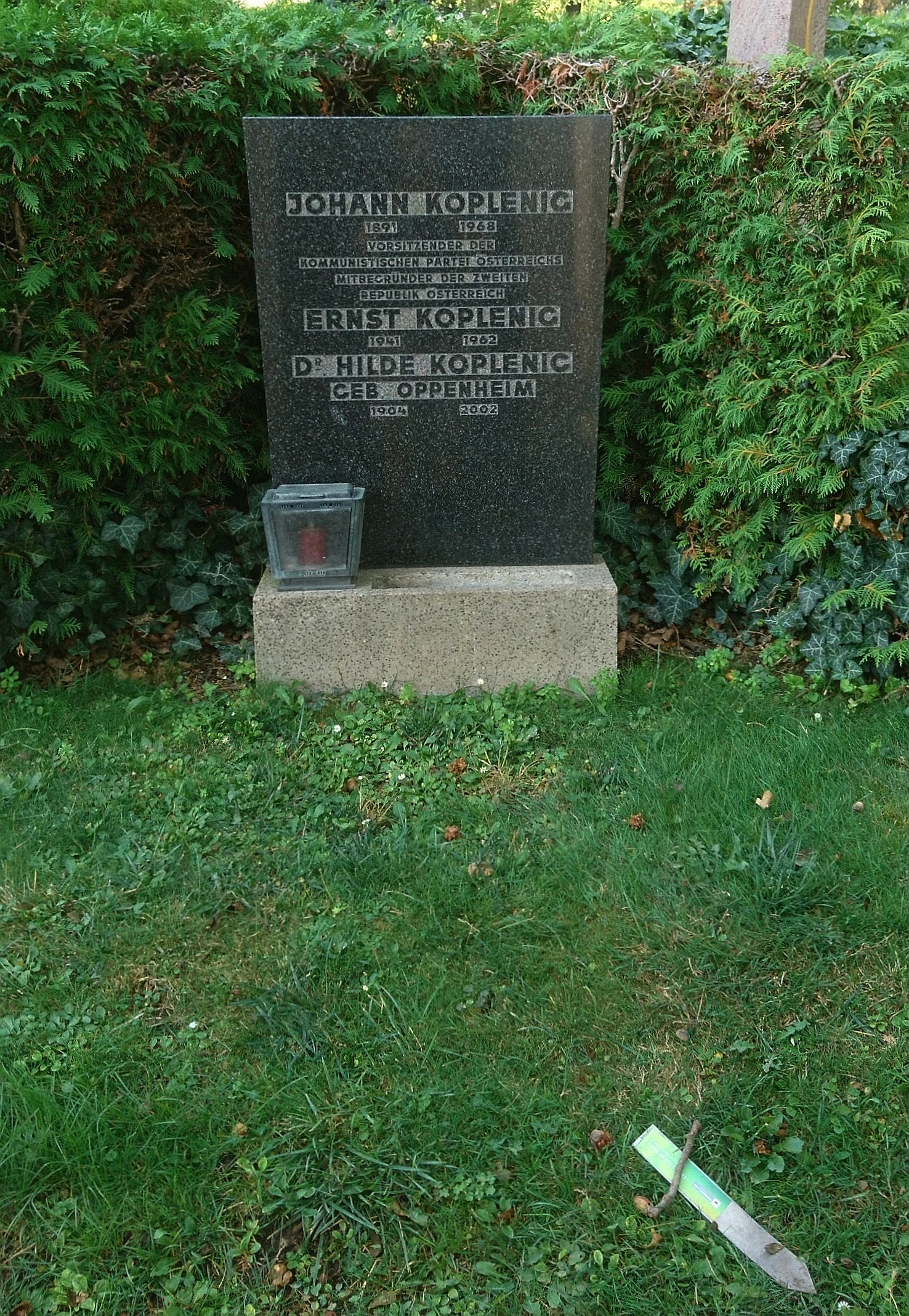
Das Grab von Johann Koplenig und seiner Ehefrau Hilde geborene Oppenheim auf dem Urnenhain an der Feuerhalle Simmering in Wien

Johann Koplenig (* 15. Mai 1891 in Jadersdorf im Gitschtal, Bezirk Hermagor, Kärnten; † 13. Dezember 1968 in Wien) war österreichischer Politiker und zwanzig Jahre lang Vorsitzender der Kommunistischen Partei Österreichs. Als einer der drei Stellvertreter des Staatskanzlers in der provisorischen Regierung Renner war er maßgeblich am Entstehen der Zweiten Republik beteiligt. Von 1945 bis 1959 war Koplenig Abgeordneter zum Nationalrat.

## Kindheit und Jugend
Johann Koplenig entstammte einer Kleinhäuslerfamilie. Er war eines von vier Kindern. Für den Schulbesuch war Schulgeld zu erbringen, was die finanziellen Möglichkeiten der Familie überstieg. So absolvierte Koplenig nur die zweiklassige Pflicht-Volksschule. Danach ging Koplenig zu einem Schuhmacher in die Lehre. In den Jahren 1909 bis 1910 ging Koplenig auf die Walz und kam mit Sozialdemokraten in Kontakt. Er wurde Mitglied der SDAP. Über Steinfeld und Salzburg gelangt er nach Judenburg, wo er 1910 den Ortsverband der Schuh- und Lederarbeiter mitbegründete.
1911 wurde Koplenig, nachdem er in Judenburg einen Streik der Schuhmacher organisiert hatte, entlassen und ging nach Knittelfeld, wo er beim Schuhmachermeister Flatschacher arbeitete. Er gründete die Ortsgruppe des „Verbandes jugendlicher Arbeiter Österreichs“. Anlässlich des l. Steirischen Jugendtages im Jahre 1912 wurde Koplenig zu einem von vier Hauptvertrauensmännern der Steiermark gewählt. 1913 wurde Koplenig als Delegierter für den Kongress der Sozialistischen Jugendinternationale gewählt. Der Kriegsbeginn im Sommer 1914 verhinderte jedoch die Abhaltung dieses Kongresses. Koplenig musste bereits zu Kriegsbeginn einrücken, kam an die Ostfront, wurde verletzt und geriet schließlich am 4. November 1914 in russische Kriegsgefangenschaft.

## Kommunistische Partei Österreichs
1918 trat Koplenig der Partei der Bolschewiki bei und wurde Leitungsmitglied der Kriegsgefangenengruppe in Nischni Nowgorod. In weiterer Folge war er als Propagandist für die bolschewistische Sache in verschiedenen Kriegsgefangenenlagern im Ural aktiv. In dieser Tätigkeit leitete er die Arbeit der Kultur- und Aufklärungsabteilung des Amtes für die Rückführung der Kriegsgefangenen.
Im Juli / August 1920 kehrte Koplenig aus der Kriegsgefangenschaft nach Österreich, nach Knittelfeld zurück, wo er von den Parteifunktionären der örtlichen Sozialdemokratie begrüßt wurde. Für die Wahlen im Oktober sollte Koplenig Bezirks-Wahlsekretär werden. Koplenig nahm das Angebot der Sozialdemokratischen Partei nicht an und trat im Oktober 1920 für die KPÖ bei den Wahlen an, in der die KPÖ hier 24 Stimmen erreichte. Am 26. Februar 1921 wurde in Knittelfeld im Gasthaus Schöberl die Ortsgruppe der KPÖ gegründet.
Koplenig arbeitete in der Schuhreparaturwerkstätte der Bundesbahnen, wo er aufgrund seiner politischen Überzeugung bald entlassen wurde. Im März 1922, am 5. Reichsparteitag der KPÖ, wurde er zu einem der Vorsitzenden und zum Vertreter der Steiermark in der Parteileitung gewählt. Im Februar 1923 wurde Koplenig Landessekretär für die KPÖ Steiermark. Er übersiedelte nach Bruck an der Mur, wo die Landesorganisation ihren Sitz hatte. In den Jahren 1924 bis 1927 gab es in der KPÖ heftige Fraktionskämpfe, die die KPÖ in ihrer politischen Arbeit lähmten. Noch im Jahr 1923 wurde Koplenig telegrafisch nach Wien berufen. Der 7. Parteitag im Februar 1924 brachte neuerliche Fraktionskämpfe. Georgi Dimitrow wurde EKKI-Berater für die KPÖ. Ein Misstrauensantrag gegen die Tomann-Fraktion führte zu Schlägereien. KI-Vertreter setzten eine provisorische Leitung ein. Koplenig wurde als „Provinzler“, der sich fernab der Wiener „Streitereien“ befand, provisorischer Reichssekretär. Es fand eine Bolschewisierung, eine Umstellung der Parteiorganisation auf Betriebszellen und Arbeitslosenfraktionen, statt.

## Illegalität und antifaschistischer Kampf
Nach dem Justizpalastbrand im Juli 1927 wurde Koplenig verhaftet, wegen Aufwiegelung und Hochverrat angeklagt, jedoch freigesprochen. In dieser Zeit begann die KPÖ konsequent gegen den aufkommenden Nationalsozialismus aufzutreten. Im Mai 1933 wurde die KPÖ von der Regierung Dollfuß verboten und in die Illegalität getrieben. Nach den Februarkämpfen 1934 wurde die Sozialdemokratische Partei ebenfalls verboten.
Infolge der Ereignisse im Februar 1934 traten viele Sozialdemokraten der KPÖ bei, die in der Illegalität zu einer Massenpartei wurde. Koplenig wurde vom Austrofaschismus aus Österreich ausgebürgert und ging nach Prag, von wo aus die illegale Arbeit organisiert wurde. Im Anschluss an den 7. Weltkongress der Kommunistischen Internationale 1935 wurde in der KPÖ die Frage der Österreichischen Nation diskutiert, was dazu führte, dass die KPÖ für eine breite Front aller politischer Parteien im Kampf für die Unabhängigkeit Österreichs eintrat. Diese Position – des Kampfes für ein freies und unabhängiges Österreich – sollte auch in der Zeit von 1938 bis 1945 den Widerstand der KPÖ gegen den Nationalsozialismus bestimmen.
Im Mai 1938 floh Koplenig von Prag nach Paris, wo sich nun die Leitung der Partei befand. Nach Kriegsbeginn im September 1939 musste das Pariser Exil aufgegeben werden, und Koplenig ging nach Moskau, wo er die Leitung der Sektion Österreich des Mitteleuropäischen Büros der Komintern übernahm. Koplenig sprach ab 1942 immer wieder in Radio Moskau zu jenen in Österreich, die sich trauten, gegen die NS-Vorschriften im Geheimen die „Feindsender“ zu hören.

## Mitgründer der Zweiten Republik

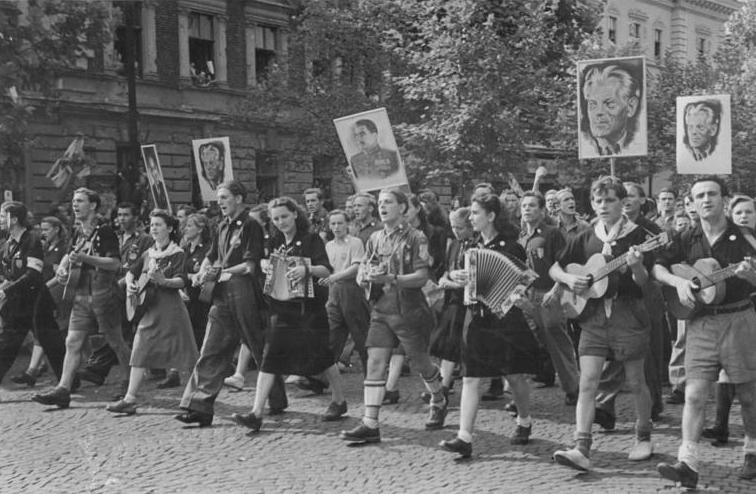
Österreichische Delegation bei den Weltjugendspielen in Budapest, 1949. Auf den Schildern Josef Stalin und Johann Koplenig.

Nach der Befreiung Wiens durch die Rote Armee kehrte Koplenig im April 1945 aus Moskau nach Wien zurück und war namens der KPÖ Mitbegründer der Zweiten Republik. Er war einer der vier Unterzeichner der Österreichischen Unabhängigkeitserklärung vom 27. April 1945 und vom gleichen Tag an Regierungsmitglied.
Bis zur Ernennung der Bundesregierung Figl I am 20. Dezember 1945 nach den ersten Nationalratswahlen der Zweiten Republik vom 25. November 1945 war er Staatssekretär ohne Portefeuille in der provisorischen Staatsregierung unter dem Vorsitz von Renner und Mitglied des politischen Kabinettsrates, der sich aus Renner und je einem Staatssekretär der drei Parteien zusammensetzte (Koplenig selbst bezeichnete sich als Vizekanzler).
Von den Wahlen im November 1945 (KPÖ 174.257 Stimmen oder 5,4 Prozent, vier Mandate) über die Wahlen 1949 (fünf Mandate) und 1956 (drei Mandate) bis zu den Wahlen 1959, bei denen die KPÖ keine Abgeordnetenmandate mehr erhielt, wirkte Koplenig als Abgeordneter zum Nationalrat.
Bereits im März 1946 drängte Koplenig in einem Memorandum an Stalin auf die rasche Beschlagnahmung von Wirtschaftsunternehmen in Ostösterreich, um der KPÖ eine „außerordentlich starke wirtschaftliche Machtposition in die Hand“ zu geben. Aufgrund der Erfolglosigkeit der KPÖ an der Wahlurne sondierte die Partei 1947/48 die Möglichkeit einer Teilung Österreichs entlang der Zonengrenzen. Dies wurde aber von Moskau abgelehnt und Koplenig wurde daraufhin gemeinsam mit Friedl Fürnberg zur „Kopfwäsche“ durch ZK-Sekretär Andrej Schdanov in den Kreml beordert.
Als im Sommer 1948 der Bruch zwischen Tito und Stalin erfolgte, tendierte die KPÖ-Gruppe um Koplenig und Friedl Fürnberg zu Moskau, während Ernst Fischer und die Kärntner Kommunisten für Tito eintraten.
Auf eigenen Wunsch trat Koplenig im Mai 1965, anlässlich des 19. Parteitags, vom Vorsitz der KPÖ zurück. Er wurde mit dem Ehrenvorsitz gewürdigt und Franz Muhri zum Vorsitzenden der KPÖ gewählt. Zu diesem Zeitpunkt begannen die Auseinandersetzungen zwischen den so genannten revisionistischen Kräften um Ernst Fischer und Franz Marek und den Anhängern des Marxismus-Leninismus in der KPÖ.

## Privatleben
Koplenig war seit 1929 in zweiter Ehe verheiratet mit der Historikerin und Übersetzerin Hilde Koplenig (1904–2002), einer Tochter von Samuel Oppenheim und Helene Löbl. Im Krieg lebte das Paar in Moskau; sie hatten zwei Kinder. Die Familie lebte seit 1945 in Wien und ab 1960 ebenso wie der von Johann Koplenig geförderte spätere Chefideologe der KPÖ, Ernst Wimmer, im heute so benannten Helmut-Qualtinger-Hof in Döbling, einem kommunalen Wohnbau. Koplenigs Tochter Elisabeth Markstein (1929–2013) war Slawistin, Übersetzerin und Autorin.
Am 13. Dezember 1968 erlag Johann Koplenig in Wien einem Krebsleiden. Er wurde kremiert, seine Asche wurde am 31. Dezember 1968 im Urnenhain der Feuerhalle Simmering (Abteilung 7, Ring 3, Gruppe 4, Nr. 13) bestattet. Dort wurde am 23. April 1969 weiters die Urne von Ernst Koplenig und am 25. April 2002 auch die Urne von Hilde Koplenig bestattet.

## Denkmal

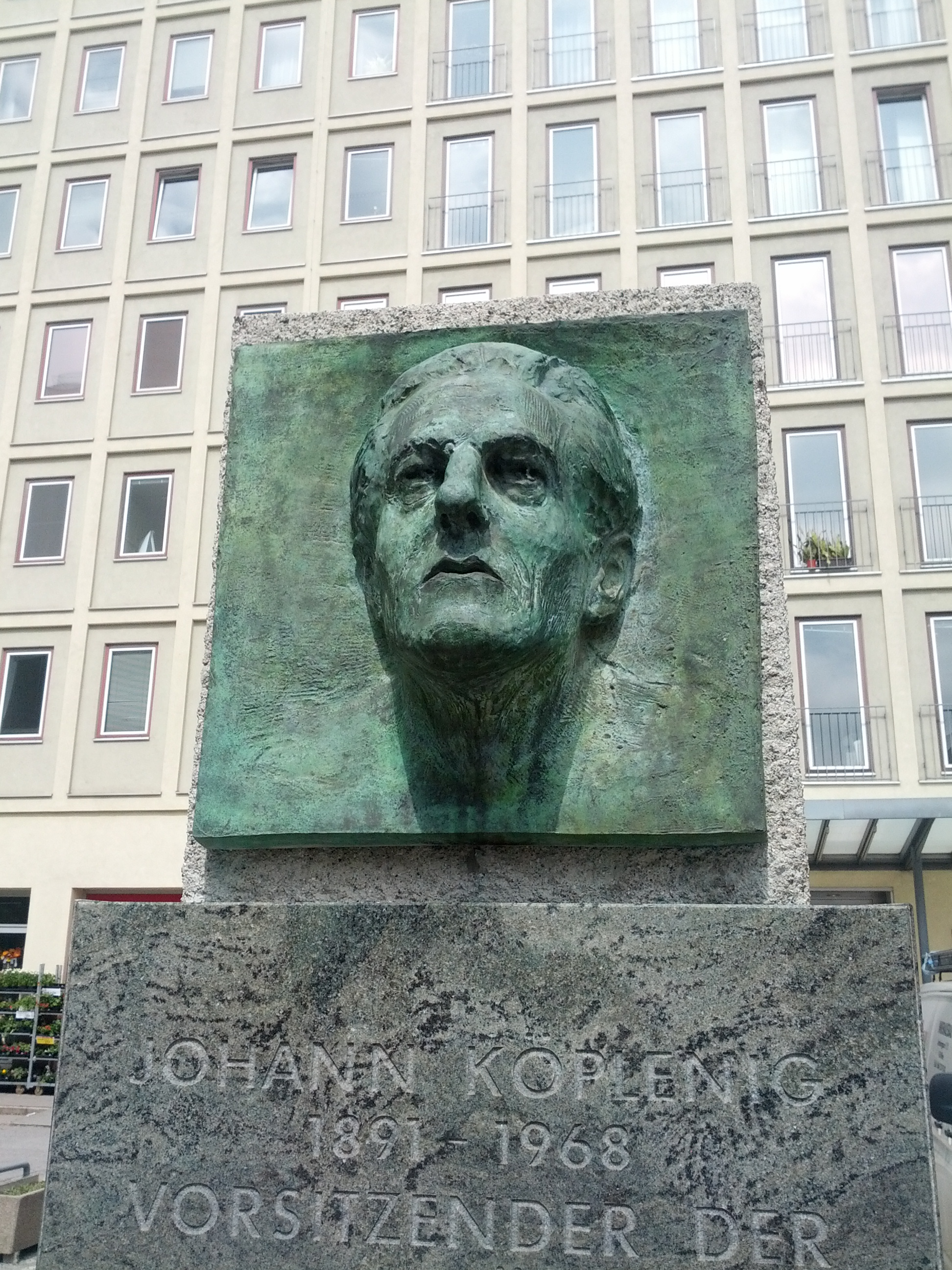
Jan Schneider: Das Koplenig-Denkmal vor dem ehemaligen Sitz des Globus-Verlags

Vor dem ehemaligen Gebäude des kommunistischen Parteiverlags, des Globus-Verlags, in Wien 20., Höchstädtplatz 3, steht ein Johann-Koplenig-Denkmal. Auf einem Steinsockel wurde ein quadratisches Bronzerelief von Jan Schneider, Bildhauer am Stephansdom, ehem. Assistent von Alfred Hrdlicka, angebracht, aus dem das Gesicht des Politikers hervortritt. Eine der Beschriftungen verweist darauf, Koplenig sei Vizekanzler der 1. Regierung des befreiten Österreich gewesen.

## Schriften
- Reden und Aufsätze 1924–1950, Stern, Wien 1951.
- Der Weg des Arbeiterführers, Stern, Wien 1951.